# Galenit
A galenit gyakori szulfidásvány, ólom-szulfid. Az ólom, illetve az ezüst fontos ércásványa. Szabályos kristályrendszerben kristályosodik: látványosan leginkább kocka, oktaéder és kuboktaéder alakban jelenik meg. Tömeges előfordulásban szemcsés halmazokat alkot, és szálszerű megjelenései is ismertek.
Magyarországon 2018-ban a 2019-es év ásványának jelölték az olivin és a kősó társaságában, és el is nyerte a címet.

## Keletkezése
Hidrotermás telérekben keletkezik, amikor a földkéregben a forró oldatok a földfelszín felé emelkednek. Metaszomatikus telepeket is alkot.
Kísérő ásványok: szfalerit, kalkopirit, pirit, arzenopirit, tetraedrit, kalcit.

## Előfordulása
Gyakran előforduló ásványfajta. Telepszerű előfordulásai találhatók Csehországban Příbram vidékén. Németországban a Harz hegységben több helyen, Freiberg és Siegen környékén bányászata évszázados múltra tekint vissza. Ausztriában Karintia tartományban ismertek előfordulásai. Oroszország szibériai területein, a Kaukázusban és az Urál hegységben találhatók telepei. Az Amerikai Egyesült Államokban Colorado és Idaho szövetségi államban. Kanada területén Ontario tartományban ismertek előfordulásai. Jelentős előfordulások vannak Zambia területén.
Recsken, Gyöngyösorosziban és Rudabányán egy időben nagyobb mennyiségben bányászták. A Velencei-hegységhez kapcsolódóan Pátkán és Szabadbattyánban (Kőszárhegyen) folytatták bányászatát. Jelentős a mátraszentimrei előfordulás. Megtalálható Nagybörzsöny, Parádsasvár, Telkibánya területén. Ismert galenit előfordulások találhatók Bakonya, Erdősmecske, Balatonfüred, Fertőrákos, Gánt, Litér, Mályinka és Nagyvisnyó területén.

## Rokon ásványfajok
Argentit, antimonit, molibdenit.

## Képek

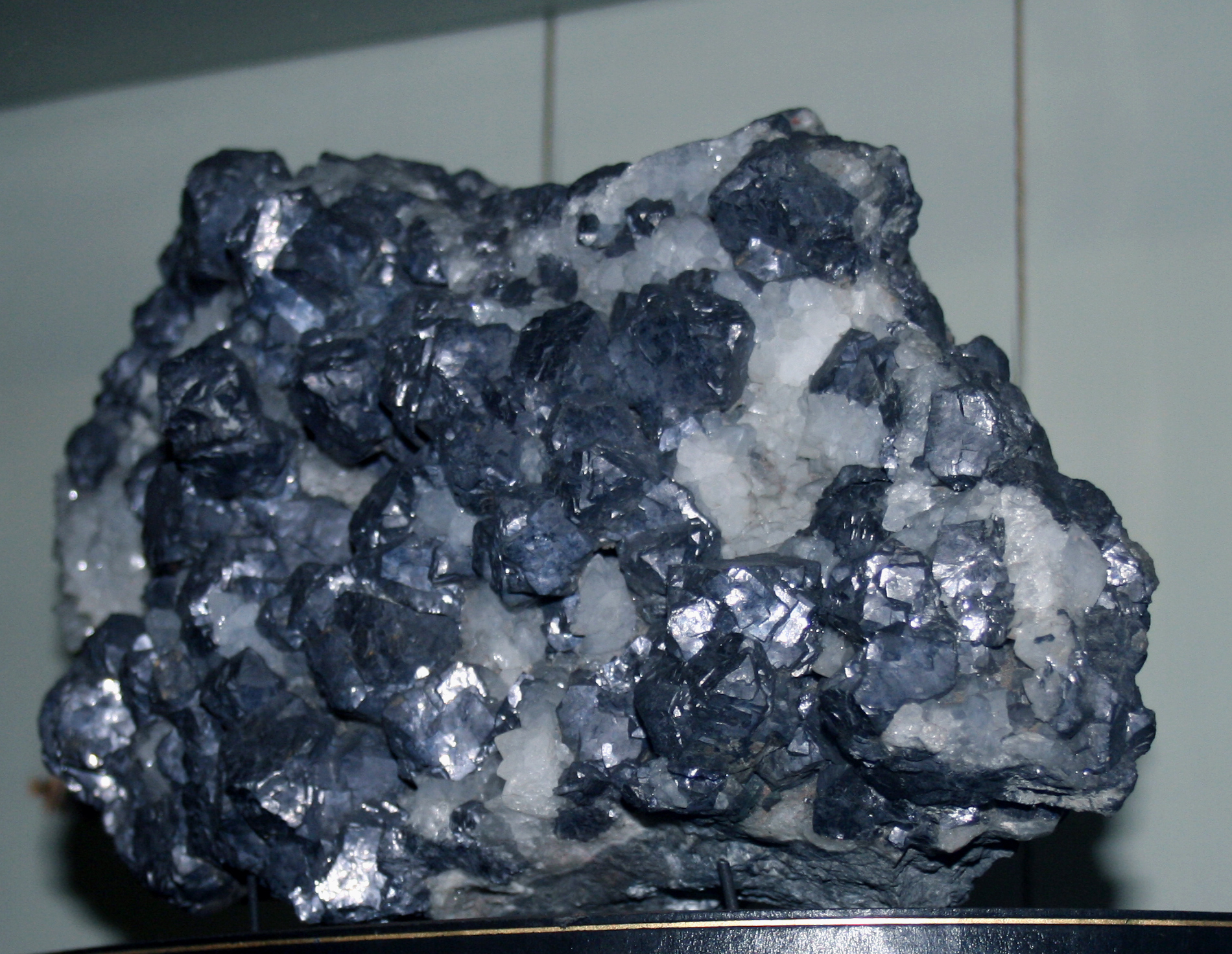
Galenit a Cseh Nemzeti Múzeumból
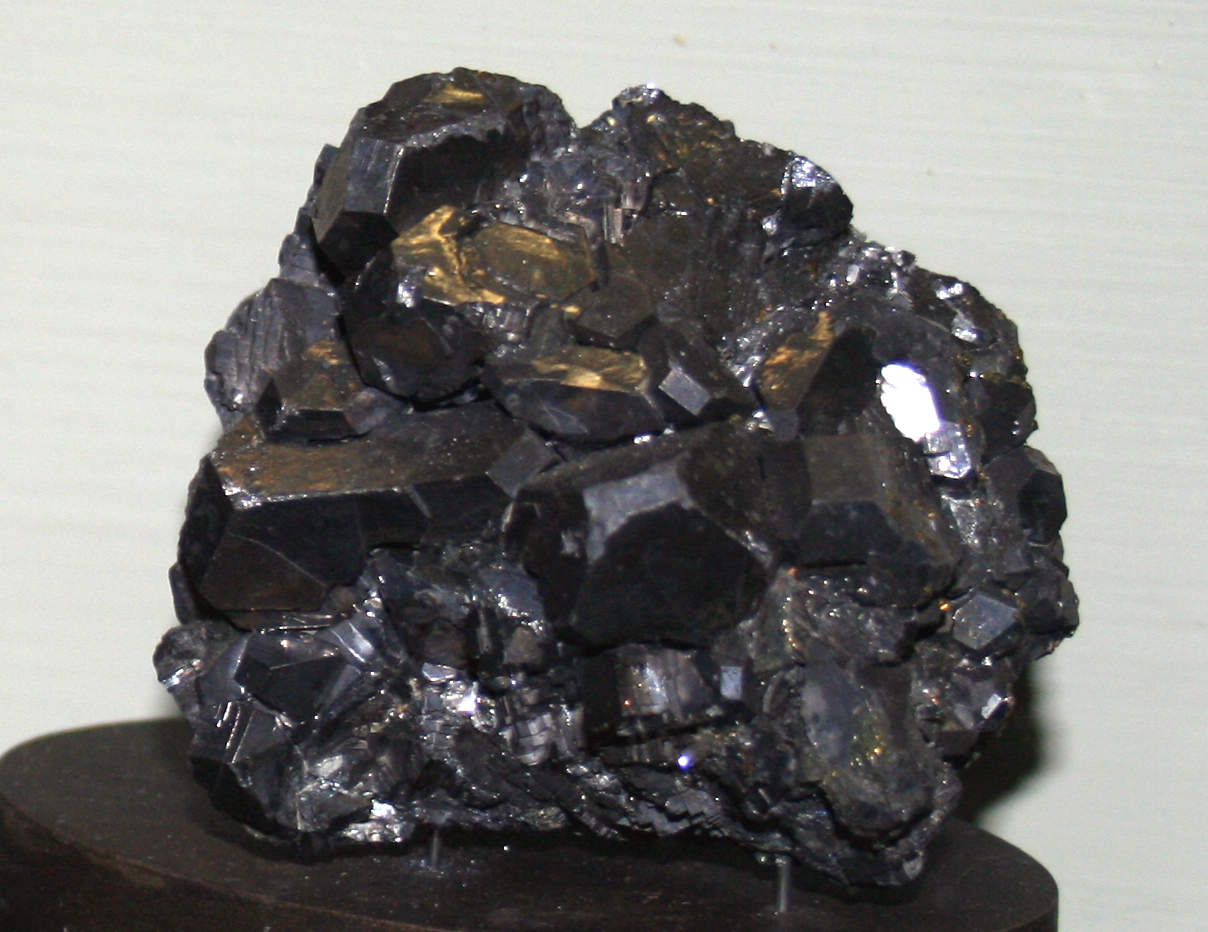
Galenit a Cseh Nemzeti Múzeumból
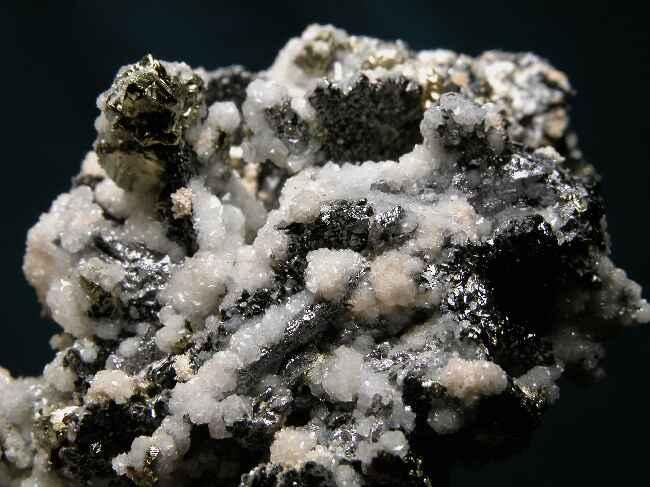
Galenit kalkopirittel, kalciton
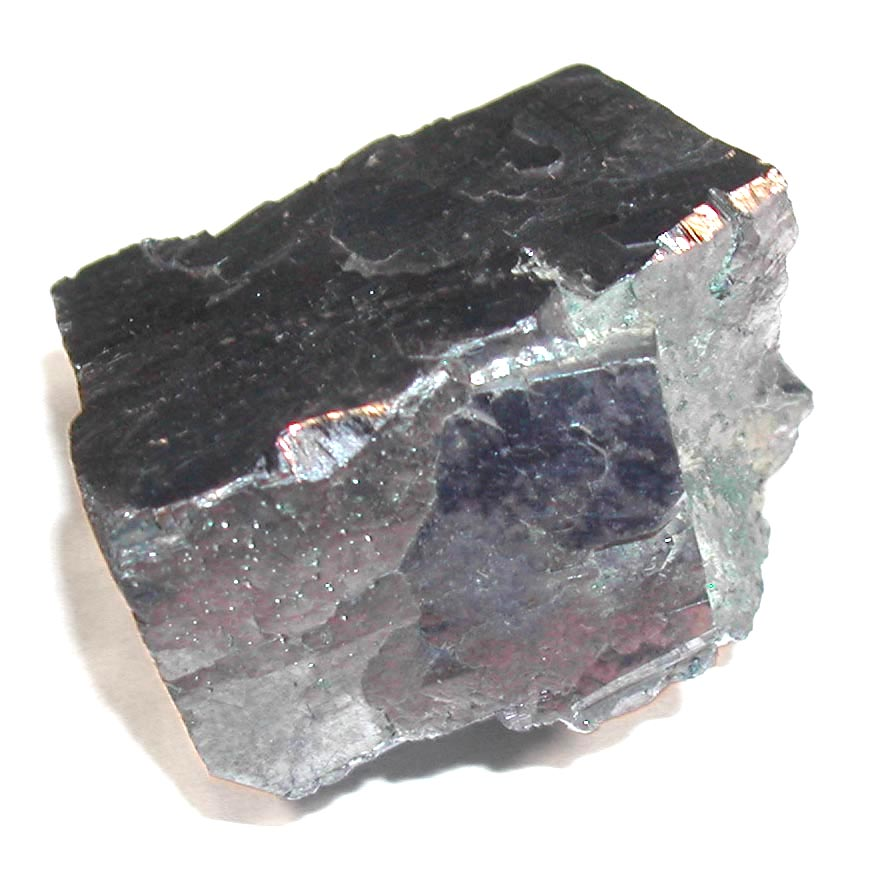
Kansas, Egyesült Államok